# 前727年
| 千纪： | 前1千纪 |
| 世纪： | 前9世纪 \| 前8世纪 \| 前7世纪 |
| 年代： | 前750年代 \| 前740年代 \| 前730年代 \| 前720年代 \| 前710年代 \| 前700年代 \| 前690年代 |
| 年份： | 前732年 \| 前731年 \| 前730年 \| 前729年 \| 前728年 \| 前727年 \| 前726年 \| 前725年 \| 前724年 \| 前723年 \| 前722年 |
| 纪年： | 甲寅年（虎年）；周平王四十四年；魯惠公四十二年；齊僖公四年；晉孝侯十二年；曲沃莊伯四年；秦文公三十九年；楚武王十四年；宋穆公二年；衛桓公八年；陳桓公十八年；蔡宣公二十三年；曹桓公三十年；鄭莊公十七年；燕繆侯二年；杞武公二十四年 |

## 大事记
- 萨尔玛那萨尔五世即位为亚述国王
- 巴比伦尼亚从亚述独立出来
- 庫施國王皮安入侵埃及

## 逝世
- 提格拉特帕拉沙尔三世，亚述国王